# Eburodacrys wappesi
Eburodacrys wappesi es una especie de escarabajo longicornio del género Eburodacrys, tribu Eburiini, subfamilia Cerambycinae. Fue descrita científicamente por Galileo, Martins & Santos-Silva en 2015.

## Descripción
Mide 14,7-21,5 milímetros de longitud.

## Distribución
Se distribuye por Bolivia.